# Šostka
Šostka (ukrajinsky Шостка) je město v Sumské oblasti na Ukrajině. Leží na řece Šostka, přítoku Desny, a jedná se o významné středisko chemického průmyslu. V roce 2022 žilo v Šostce zhruba 70 tisíc obyvatel.

## Historie
Původní kozácká osada se začala rozvíjet po roce 1739, kdy zde byla založena továrna na střelný prach. V roce 1924 byla Šostka povýšena na město. V roce 1931 vznikla továrna na fotografické materiály Svema. Sídlí zde také mlékárenský závod, který patří nadnárodnímu koncernu Bel Group. Šostkou prochází dálnice P65. Město má vysokou chemicko-technologickou školu, která nese jméno jejího absolventa, pilota Ivana Kožeduba. Historicky hodnotnou stavbou je chrám svatého Vladimíra z roku 1883. Přírodní památkou je Sadový bulvár s alejí lip.

## Vývoj počtu obyvatel
| 1923 | 1939   | 1959   | 1970   | 1979   | 1989   | 2001   | 2005   | 2013   | 2022   |
| ---- | ------ | ------ | ------ | ------ | ------ | ------ | ------ | ------ | ------ |
| 8519 | 28 592 | 38 884 | 64 436 | 82 036 | 92 882 | 87 130 | 83 981 | 77 134 | 71 966 |

Zdroj: